# Машево (гмина, Кросненский повет)
Машево (пол. Maszewo) — сельская гмина (волость) в Польше, входит как административная единица в Кросненский повет, Любушское воеводство. Население — 2991 человек (на 2004 год).

## Сельские округа
1. Бытомец
2. Хлебув
3. Генстовице
4. Границе
5. Корчицув
6. Любогощ
7. Машево
8. Милув
9. Поленцко
10. Радомицко
11. Рыбаки
12. Жечица
13. Скарбона
14. Скужин
15. Тшебехув
16. Седлиско

## Соседние гмины
1. Гмина Бытница
2. Гмина Цыбинка
3. Гмина Губин
4. Гмина Кросно-Оджаньске
5. Гмина Тожим